# Лопатін Олексій Володимирович
Олексій Володимирович Лопатін (рос. Алексей Владимирович Лопатин, нар. 8 травня 1971) — російський зоолог і палеонтолог. Автор описання численних таксонів викопних ссавців і терапсид. Академік Російської академії наук. Директор Палеонтологічного інституту ім. О. О. Борисяка РАН з 2016 року.

## Біографія
Народився 8 травня 1971 року в місті Казань. У 1993 році закінчив Геологічний факультет МДУ за спеціальністю «геологічна зйомка, пошуки та розвідка» (кафедра палеонтології), у 1996 році — аспірантуру МДУ за спеціальністю «палеонтологія та стратиграфія». Кандидат геолого-мінералогічних наук з 1997 року, доктор біологічних наук з 2006 року. 22 грудня 2011 року обраний членом-кореспондентом РАН, 28 жовтня 2016 року — академіком РАН.
З 1996 року працює в Палеонтологічному інституті РАН, з 2007 року — головний науковий співробітник. З 2006 по 2015 рік працював заступником директора з наукової роботи. З 2015 року — науковий куратор Палеонтологічного музею ім. Ю. А. Орлова ПІН РАН. З серпня по листопад 2016 року працював у Міністерстві освіти і науки Російської Федерації заступником міністра.
З 27 грудня 2016 року — директор Палеонтологічного інституту ім. А. А. Борисяка РАН. З 2017 року також професор кафедри палеонтології геологічного факультету МДУ та завідувач кафедри палеонтології та регіональної геології МДРІ. З 2019 року завідувач кафедри палеонтології геологічного факультету МДУ. Головний редактор журналів «Природа» (з 2020) та «Вісті вищих навчальних закладів. Геологія та розвідка» (з 2017), член редакційних колегій журналів «Палеонтологічний журнал» (з 2005), «Russian Journal of Theriology» (з 2009), «Вісник Російської академії наук» (з 2018), «Доповіді Російської академії наук. Науки про Землю» (з 2019), «Стратиграфія. Геологічна кореляція» (з 2019), «Вісник Московського університету. Геологія» (з 2020), а також Головної редакційної колегії інформаційних видань ВІНІТІ РАН (з 2021).

## Наукова діяльність
Серед його наукових інтересів —— морфологія, філогенія та еволюція хребетних тварин; біостратиграфія палеогену та неогену; палеобіогеографія; палеоекологія; еволюція органічного світу; антропогенез.
Основні наукові досягнення в галузі морфології, філогенії та еволюції мезозойських та ранньокайнозойських ссавців, а також юрських та крейдових звіроподібних та динозаврів; відкрив понад 130 нових видів та 60 родів, окреслив 20 нових вищих таксонів; вперше описав мезозойських ссавців із території Росії; відкрив два місцезнаходження ранньокрейдових ссавців (2012—2013 роки) та два місцезнаходження динозаврів (2018 рік) у Монголії; організував палеонтологічні дослідження на Кубі та у В'єтнамі, масштабні розкопки у печері Таврида у Криму; досліджував найдавніших представників комахоїдних, гризунів та зайцеподібних, а також базальних плацентарних, розробив моделі їх походження та ранньої еволюції, модифікував системи цих груп, запропонував нову систему класу ссавців на рівні надрядових таксонів.

## Вшанування
На честь А. В. Лопатіна названо:
- Hapalodectes lopatini Solé, De Bast, Yang, Li et Smith, 2017 — вимерлий вид гапалодектів, хижих ссавців із середнього палеоцену Китаю.